# Bojan Regoje
Bojan Regoje (Kirin Serbia: Бојан Регоје; sinh 2 tháng 12 năm 1982) là một cầu thủ bóng đá Bosnia và Herzegovina thi đấu cho Giải bóng đá ngoại hạng Bosnia và Herzegovina câu lạc bộ FK Mladost Doboj Kakanj. Anh trước đây từng thi đấu cho FK Slavija Istočno Sarajevo giai đoạn 2003-2011.
Anh từng là thành viên của Đội tuyển bóng đá quốc gia Bosnia và Herzegovina, ra sân 2 lần đều trong năm 2008.